# لا وقت للموت
لا وقت للموت (بالإنجليزية: No Time to Die)‏ هو فيلم تجسس بريطاني، والخامس والعشرين في سلسلة أفلام جيمس بوند التي تنتجها شركة ايون للإنتاج. يعرض الفيلم دانيال كريغ في نزهته الخامسة والأخيرة كعميل لجهاز الاستخبارات البريطاني مؤديًا شخصية جيمس بوند الخيالية. الفيلم من إخراج كاري فوكوناجا، ومن سيناريو نيل بورفيس، روبرت ويد، فوكوناجا وفيبي والر بريدج. يُعيد كل من ليا سيدو، بن ويشا، ناعومي هاريس، جيفري رايت، كريستوف فالتز ورالف فاينس أداء أدوارهم السابقة، مع انضمام رامي مالك ولاشانا لينش وآنا دي أرماس إلى الممثلين الرئيسيين. أُجل إطلاق الفيلم ثلاث مرات جراء تداعيات فيروس كورونا المستجد (كوفيد-19). عُرِضَ فيلم لا وقت للموت لأول مرة عالميًا في قاعة ألبرت الملكية في لندن في 28 سبتمبر 2021، وتم طرحه في دور السينما اعتبارًا من 30 سبتمبر 2021 في المملكة المتحدة وفي الولايات المتحدة في 8 أكتوبر 2021 بعد تأجيله.
تلقى الفيلم مراجعات إيجابية بشكل عام وحقق أكثر من 774 مليون دولار في جميع أنحاء العالم، مما يجعله رابع أعلى فيلم في عام 2021، مع العديد من الإنجازات القياسية في شباك التذاكر، بما في ذلك ثالث أعلى فيلم على الإطلاق في المملكة المتحدة. حصل الفيلم على العديد من الجوائز والترشيحات، بما في ذلك خمسة ترشيحات في حفل توزيع جوائز الأوسكار البريطاني الخامس والسبعين وثلاثة ترشيحات في حفل توزيع جوائز الأوسكار رقم 94.

## القصة
في الماضي، تشهد شابة مادلين سوان مقتل والدتها على يد ليوتسيفر سافين في محاولة فاشلة لقتل والدها السيد وايت. مادلين تطلق النار على سافين، لكنه ينجو. تهرب إلى بحيرة متجمدة قريبة وتسقط عبر الجليد، لكنه ينقذها. في الوقت الحاضر، بعد القبض على إرنست ستافرو بلوفيلد، مادلين موجودة في ماتيرا مع جيمس بوند. نصب قتلة سبيكتر كمينًا لبوند عندما زار قبر فيسبر ليند. على الرغم من هروب بوند ومادلين من القتلة بقيادة بريمو، إلا أنه يعتقد أنها خانته، على الرغم من توسلاتها، وأجبرتها على ركوب قطار خارج ماتيرا، وتركها. بعد خمس سنوات، اختطف عالم MI6 فالدو أوبروتشيف من مختبر MI6. بموافقة M ، طور ابروشيف مشروع هراقل، وهو سلاح بيولوجي يحتوي على روبوتات نانوية تصيب مثل الفيروس عند اللمس ويتم ترميزها إلى الحمض النووي للفرد، مما يجعلها قاتلة للهدف وأقاربهم ولكنها غير مؤذية للآخرين. تقاعد بوند في جامايكا، حيث اتصل به وكيل وكالة المخابرات المركزية فيليكس ليتر وزميله لوجان آش، اللذين يطلبان مساعدة بوند في العثور على أوبروشيف. تراجع بوند في البداية، ولكن بعد أن أخبره نومي، وكيل MI6 وخليفته في دور 007، عن مشروع هيراكليس، وافق بوند على مساعدة ليتر، بسبب تحذيرات نومي بعدم التدخل. يذهب بوند إلى كوبا ويلتقي بالوما، عميل وكالة المخابرات المركزية يعمل مع ليتر. قاموا بالتسلل إلى اجتماع بمناسبة عيد ميلاد بلوفيلد لاستعادة اوبروشيف. لا يزال بلوفيلد مسجونًا في بلمارش، ويستخدم «عينًا آلية» غير مجسدة لقيادة الاجتماع ويأمر أعضائه بقتل بوند بـ «ضباب نانو روبوت»، لكنه يقتل جميع أعضاء سبيكتر بدلاً من ذلك، حيث أعاد أوبروشيف برمجة الروبوتات النانوية لإصابة هم بالعدوى. أوامر سافين. يلتقط بوند أوبروتشيف ويلتقي مع ليتر وآش، لكن آش، وهو عميل مزدوج يعمل لدى سافين، يقتل ليتر ويهرب مع أوبروتشيف. موني باني وكي يرتبان لقاءً بين بوند وبلوفيلد في السجن لمحاولة العثور على ابروشيف. سافين يزور مادلين ويجبرها على إصابة نفسها بجرعة نانوبوت لقتل بلوفيلد، لأنها كانت على اتصال به منذ سجنه. عندما يواجه بوند مادلين في زنزانة سجن بلوفيلد، يلمسها ويصيب نفسه عن غير قصد قبل مغادرتها. يعترف بلوفيلد لبوند بأنه نصب الكمين في قبر فيسبر ليبدو كما لو أن مادلين قد خانته. يتفاعل بوند من خلال مهاجمة بلوفيلد، ويسمح عن غير قصد للروبوتات النانوية بإصابته وقتله. تتعقب بوند مادلين إلى منزل طفولتها في النرويج وتعلم أن لديها ابنة تبلغ من العمر خمس سنوات، ماتيلد، والتي تدعي مادلين أنها ليست له. تخبره مادلين أنه عندما كان سافين صبيًا، قُتلت عائلته على يد والدها بناءً على أوامر بلوفيلد. بعد أن انتقم منهم بقتل بلوفيلد وتدمير سبكتر، يواصل سافين هيجانه مع آش وحاشيتهم في السعي وراء بوند ومادلين وماتيلد. على الرغم من أن بوند يهزم بلطجية سافين ويقتل آش، وينتقم لموت ليتر، إلا أن سافين يأسر مادلين وماتيلد. يُمكِّن كي بوند ونومي من التسلل إلى مقر سافين في قاعدة صواريخ، تم تحويلها إلى مصنع نانوبوت، على جزيرة بين اليابان وروسيا، حيث يقوم أوبروشيف بإنتاج تقنية هيراكليس بكميات كبيرة حتى يتمكن سافين من استخدامها لقتل ملايين الأشخاص. يقتل بوند العديد من رجال سافين بينما يقتل نومي أوبروشيف بدفعه إلى وعاء نانوبوت. مادلين تفلت من الأسر بينما يطلق سافين سراح ماتيلد. نومي تأخذ مادلين وماتيلد بعيدًا عن الجزيرة إلى بر الأمان؛ يبقى بوند ليفتح أبواب صوامع الجزيرة المقاومة للانفجار. دعا في ضربة صاروخية من اش ام اس دراغون لتدمير المصنع، ثم قتل رجال سافين المتبقين، بما في ذلك بريمو. نصب سافين كمينًا لبوند، وأطلق عليه النار عدة مرات وأصابه بقنينة تحتوي على روبوتات نانوية مبرمجة لقتل مادلين وماتيلد. على الرغم من إصاباته، قتل بوند سافين بعد قتال وفتح الصوامع. يتحدث عبر الراديو مع مادلين، أخبرها بوند أنه يحبها ويشجعها على المضي قدمًا بدونه. مادلين تؤكد لبوند أن ماتيلد هي ابنته وهو يقول وداعا. ضربت الصواريخ الجزيرة ودمرت مصنع النانو بوت وقتلت بوند. في MI6 و M وموني بيني ونومي وكي وتانر يشربون في ذاكرة بوند. بينما تأخذ مادلين ماتيلد إلى ماتيرا، تخبرها عن والدها جيمس بوند.

## وصلات خارجية
- لا وقت للموت على موقع IMDb (الإنجليزية)
- لا وقت للموت على موقع ميتاكريتيك (الإنجليزية)
- لا وقت للموت على موقع روتن توميتوز (الإنجليزية)
- لا وقت للموت على موقع قاعدة بيانات الأفلام العربية
- لا وقت للموت على موقع ألو سيني (الفرنسية)
- لا وقت للموت على موقع أول موفي (الإنجليزية)
- لا وقت للموت على موقع بوكس أوفيس موجو (الإنجليزية)
- لا وقت للموت على موقع فيلمافينيتي (الإسبانية)
- لا وقت للموت على موقع قاعدة بيانات الأفلام السويدية (السويدية)
- لا وقت للموت على موقع قاعدة بيانات الفيلم (الإنجليزية)